# Expédition Nukapu
 (août 2023).
Si vous disposez d'ouvrages ou d'articles de référence ou si vous connaissez des sites web de qualité traitant du thème abordé ici, merci de compléter l'article en donnant les références utiles à sa vérifiabilité et en les liant à la section « Notes et références ».
L'expédition Nukapu est une expédition punitive britannique menée entre octobre 1871 et février 1872 sur l'île de Nukapu (en) par l'HMS Rosario (en), en réponse au meurtre d'un missionnaire. Plusieurs pirogues de guerre sont coulées, et un village fortifié est attaqué.

## Expédition
En octobre 1871, le sloop de guerre HMS Rosario (en) de la Royal Navy opère contre les blackbirders dans les îles de la mer du Sud lorsque son capitaine, le commandant Albert Hastings Markham, reçoit l'ordre de naviguer pour Nukapu dans les îles Salomon.
Il lui est demandé d'agir en réponse au meurtre du missionnaire John Coleridge Patteson (en) par des natifs de Nukapu (en), l'une des îles les plus à l'est des Îles Salomon dans l'océan Paciﬁque sud. D'octobre 1871 à février 1872, le navire coule un groupe de pirogues de guerre hostiles et débarque des hommes pour attaquer un village fortifié.

## Débats
Les mesures prises par le HMS Rosario sont devenues le sujet de questions à la Chambre des communes. Le commandant Markham écrit un livre sur ce sujet, où il montre qu'il a compris le cycle de la violence et déplore à la fois les activités meurtrières des blackbirders et le besoin apparent de violence supplémentaire pour rétablir l'ordre.